# Easter parade

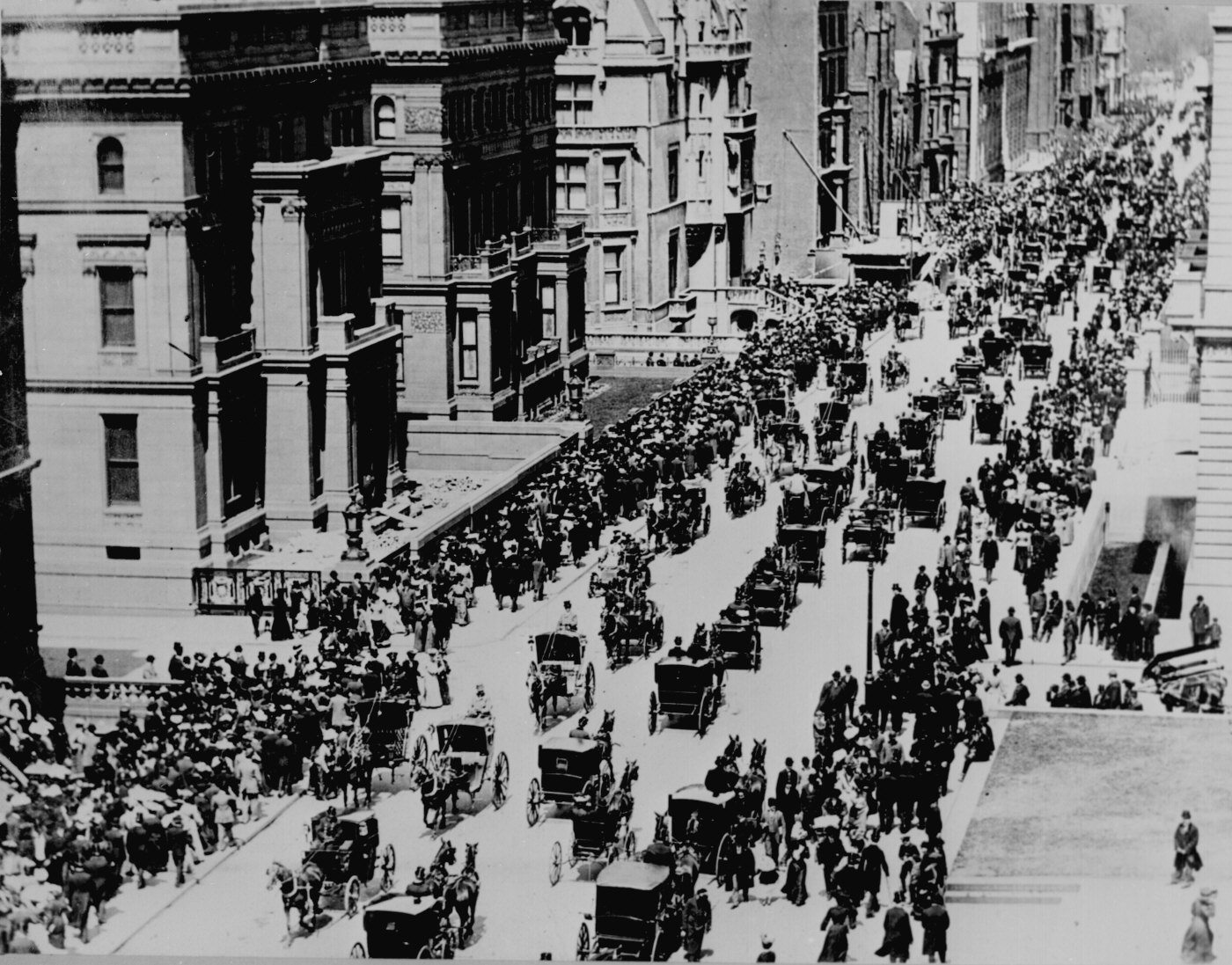
Easter parade in 5th Avenue, New York, in 1900

De Easter parade (Nederlands: Paasparade of paaswandeling) is een Amerikaans gebruik dat teruggaat tot de negentiende eeuw en dat zijn oorsprong vindt in New York. In die stad gingen - naar het schijnt spontaan - wandelaars verkleed op hun paasbest, de straat op om - op de ochtend van eerste paasdag te paraderen. In New York concentreerde het evenement zich op 5th Avenue, waar het sindsdien nog steeds plaatsvindt. Nadien ontstond het gebruik in talloze andere Amerikaanse steden. De Easter parade kende een hoogtepunt in de eerste helft van de twintigste eeuw. In New York namen in 1947 ongeveer 1 miljoen mensen deel aan de parade. Sindsdien is de belangstelling voor het evenement afgenomen. In 2014 wandelden in New York nog zo'n dertigduizend mensen mee.
De traditie van de Easter parade is wel gelinkt aan de traditionele paasprocessies, die op hun beurt teruggingen op de intocht in Jeruzalem van Jezus. Meer voor de hand liggend lijkt de verklaring voor het fenomeen te liggen in de traditie dat mensen zich voor het feest van Pasen in de nieuwe kleren staken. De Easter parade heeft dan ook geen specifiek religieuze connotaties, maar lijkt meer bedoeld te zijn om zichzelf te tonen in zijn beste kleren, die in het Engels ook wel, als pars pro toto, easter bonnet (paashoedje) worden genoemd.